# شريف العصفوري

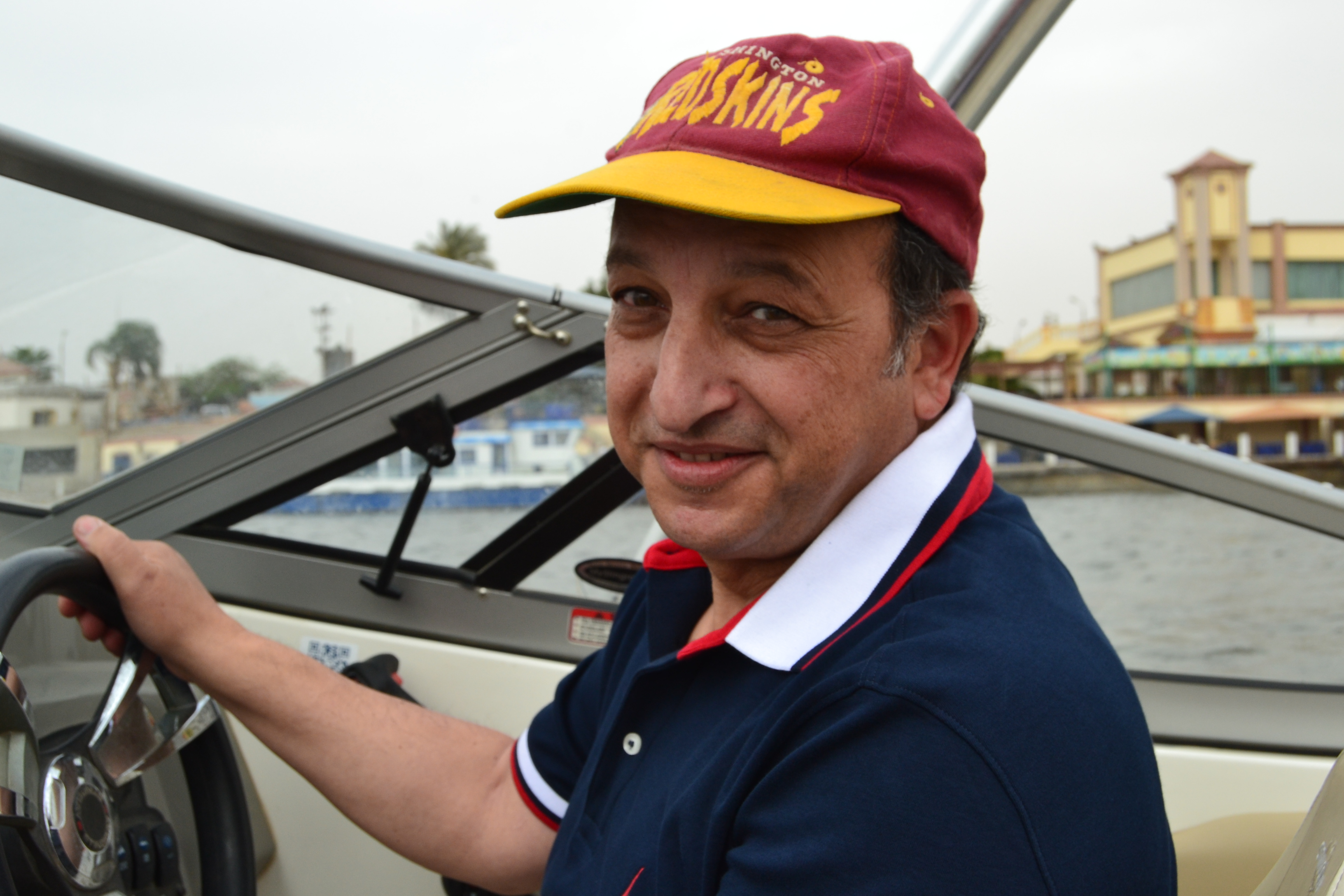
صورة للكاتب شريف العصفوري

شريف الدين محمد العصفوري كاتب وروائي وقاص مصري وُلد في مدينة بور سعيد،  تاريخ الميلاد 23 أكتوبر 1959، وعاش فترة تهجير المدينة بالجزائر العاصمة وتخرج من قسم هندسة السفن والهندسة البحرية في كلية الهنسة والتكنولوجيا بجامعة قناة السويس، ثم حصل على درجة الماجستير في العمارة البحرية من كلية الهندسة بجامعة نيوكاسل أبون تاون بالمملكة المتحدة، ثم نال ماجستير إدارة الأعمال من جامعة كاليفورنيا في لوس أنجلوس بالولايات المتحدة الأمريكية.

## مؤلفاته
ألف شريف العصفوري العديد من المؤلفات التي تنوعت ما بين الروايات، والمجموعات القصصية، ومنها:
- عم جاد بياع العيش (مجموعة قصصية): صدرت عام 2014 عن دار آدم للنشر والتوزيع بالقاهرة.[3][4]
- رؤى و روايات ( مجموعة قصصية ) : صدرت 2014 عن دار المحروسة للنشر و الخدمات الصحفية بالقاهرة.
- زيارة لظل شجرة (مجموعة قصصية): صدرت عام 2017 عن مركز المحروسة للنشر والخدمات الصحفية والمعلومات بالقاهرة.[5]
- عشرون مدينة في أربعين سنة (رواية): صدرت عام 2018 عن دار ابن رشد للنشر والتوزيع بالقاهرة.[6]
- تسالونيكي (رواية): صدرت عام 2018 عن مركز المحروسة للنشر والخدمات الصحفية والمعلومات بالقاهرة.[7][8]
- مسبار الخلود (رواية): صدرت عام 2020 عن مركز المحروسة للنشر والخدمات الصحفية والمعلومات بالقاهرة.[9][10]
- عودة عوليس (رواية): صدرت عام 2021 عن مركز المحروسة للنشر والخدمات الصحفية والمعلومات بالقاهرة خلال معرض القاهرة الدولي للكتاب.[11][12]
- مقهى براديسو ( رواية): صدرت في يناير 2023.
- المهاجر سين (رواية) الجزء الأول: صدرت عن مركز المحروسة للنشر في يناير 2024.
- المهاجر سين ( رواية) الجزء الثاني و الثالث: صدرت عن مركز المحروسة للنشر يناير 2025.
- رمان أدريانا ( مجموعة قصصية): صدرت عن دار العين مايو 2025